# 카리나 오카시오
카리나 오카시오 클레멘테(Karina Ocasio Clemente, 1985년 8월 1일 ~ )는 푸에르토리코의 여자 배구 선수이며, 스파이크 높이는 298cm, 블로킹 높이는 288cm이다. 현재 대한민국 V-리그 화성 IBK기업은행 알토스 소속이다. 가족은 어머니와 언니 둘이 있다.

## 약력
카리나 오카시오는 배구를 13세 때부터 시작하였다. 그녀는 2007년 자국 리그를 우승으로 이끌었던 주역 중 하나이다. 당시 그녀와 그녀의 언니가 같은 팀에서 우승을 이끌었고, 그녀는 그 해 리그에서 최다 득점 및 MVP를 차지하였다. 이 때문에 그녀는 푸에르토리코 국가대표에 선발되었다.
그녀는 2008년 하계 올림픽 예선전에서 푸에르토리코의 국가 대표팀으로 출전하였다. 당시에 푸에르토리코 여자 대표팀은 페루와 케냐의 기권으로 와일드 카드로 출전하였고, 그녀는 예선전에서도 팀 내에서 뛰어난 활약을 펼치며 최다 득점자가 되었다. 당시 같이 푸에르토리코 국가대표팀으로 출전한 선수가 한때 대한민국의 수원 현대건설 힐스테이트에서 뛰었던 아우레아 크루즈이다.
2008년 7월 흥국생명에 입단하였는데, 다른 외국인 선수들이 들어올 때보다 일찍 팀에 들어와 팀 훈련을 시작하였다. 당시 흥국생명은 NH농협 2007~2008 V-리그 정규리그를 우승하고도 정작 챔피언 결정전에서는 GS칼텍스에 1승 3패로 역전패해 준우승에 머물렀기 때문에 일찌감치 외국인 선수를 선발하고 다음 시즌을 준비하기 위해 일찍 영입한 것이다. 그녀는 레프트, 라이트 및 센터 포지션을 모두 소화할 수 있는 멀티 플레이어로 알려져 있다.
그 해 열린 IBK기업은행 양산프로배구와 진주에서 열린 프로배구 최강전에서는 눈에 띄는 활약을 펼치지 못하였으나 막상 2008-2009 시즌이 시작되자 두 번의 트리플 크라운을 기록하였고, 수원에서 열린 NH농협 2008~2009 V-리그 올스타전 스파이크 서브 콘테스트에서는 역대 최고 기록인 시속 100km(종전 기록은 흥국생명 케이티 윌킨스의 시속 92km)를 기록하며 스파이크 서브상을 수상하였다. 그러나 4라운드 이후 그녀는 예기치 않은 충수염 수술로 전력에서 잠시 이탈하였다가 회복하여 복귀하였으나 이 기간 동안 황연주까지 부상에서 이탈하고 소속 팀 흥국생명이 단 한 차례의 승리를 기록하지 못한 채 4연패를 당하게 되었다. 복귀 이후 챔피언 결정전에서 컨디션을 회복하여 우승에도 기여하였다.
그러나 2009~2010 시즌에 득점력이 현저하게 떨어지는 등 하락세를 보여 시즌 후 흥국생명과 재계약에 실패해 대한민국을 떠났다. 2013년 화성 IBK기업은행 알토스가 새로 영입한 우크라이나 출신 올레나 소콜로브스키가 갑작스러운 임신으로 인해 출장할 수 없게 되어 기업은행에서는 올레나와의 계약을 해지하고 카리나를 영입하였다.

## 선수 경력
- 인천 흥국생명 핑크스파이더스 (2008~2010)
- 화성 IBK기업은행 알토스 (2013~)

## 수상 경력
- 2007년 푸에르토리코 리그 MVP, 최다 득점상
- 2008년 베이징 올림픽 예선전 최다 득점상
- 2008년 NH농협 2008~2009 V-리그 2라운드 MVP[6]
- 2009년 NH농협 2008~2009 V-리그 올스타전 스파이크 서브 퀸
- 2014년 NH농협 2013~2014 V-리그 올스타전 스파이크 서브 퀸[7]

## 대한민국V-리그기록
- NH농협 2008~2009 V-리그

426득점(354 공격득점 (44.31%), 28 서브 에이스(세트당 0.28개), 44 블로킹(세트당 0.44개)), 239디그 (세트당 2.41개), 리시브성공률 43.3%
- 트리플 크라운

2008년 11월 22일 KT&G전, 장소: 충무체육관
2008년 12월 17일 GS칼텍스전, 장소: 인천 도원실내체육관

## 참조
1. ↑  NH농협 2008~2009 V-리그 미디어가이드북 134쪽 참조
2. ↑  흥국생명, 올림픽예선 득점 1위 카리나 영입 《뉴시스》 2008년 7월 16일
3. ↑  카리나, 역대 최고 100km로 '스파이크 서브 퀸'[깨진 링크(과거 내용 찾기)] 《OSEN》 2009년 1월 18일
4. ↑  미아, V-리그 여자부의 가빈 - 스포츠조선
5. ↑  밀로스·카리나…검증된 그들이 온다 - 스포츠동아
6. ↑  안젤코-카리나, V리그 2라운드 베스트 선정 《마이데일리》 2008년 12월 26일
7. ↑  시속 100km를 기록하였다.